# Ștefan Buchiu
Ștefan Buchiu (n. 27 martie 1953, Pitești, România) este un cleric și teolog ortodox român cunoscut pentru contribuțiile sale în teologia dogmatică ortodoxă. Este profesor emerit la Facultatea de Teologie Ortodoxă a Universității din București și deține funcția de vicar eparhial onorific în Arhiepiscopia Bucureștilor din cadrul Bisericii Ortodoxe Române. A fost decan al Facultății de Teologie Ortodoxă din 2008 până în 2018.
În calitate de discipol al cunoscutului teolog ortodox român Dumitru Stăniloae, munca sa academică se bazează și se extinde asupra conceptelor teologice ale mentorului său, cu accent pe înțelegerea și comunicarea teologiei ortodoxe.

## Biografie

### Familia
Născut în Pitești, județul Argeș, Ștefan Buchiu a fost crescut într-o familie profund practicantă a credinței ortodoxe, fiind fiul preotului Piru Buchiu și al preotesei Viorica Buchiu. Tatăl său, Piru Buchiu, a fost un preot respectat al Bisericii Ortodoxe Române, cunoscut pentru slujirea sa, inclusiv în cadrul comunității ortodoxe albaneze din București, în perioada 1942-1947, la Biserica „Sfântul Nicolae Dintr-o zi”. Sub îndrumarea sa, patru dintre cei cinci copii ai familiei, inclusiv Ștefan Buchiu, au ales să urmeze studii teologice și să slujească Biserica în calitate de preoți.

### Educația
Ștefan Buchiu și-a început studiile teologice în 1968 la Seminarul Teologic din Craiova, absolvind în 1973. Și-a continuat studiile la Institutul Teologic Universitar din București din 1973 până în 1977, unde s-a remarcat din punct de vedere academic, absolvind ca șef de promoție. A urmat studii teologice avansate, finalizând cercetările doctorale la aceeași instituție din 1977 până în 1980, cu studii ulterioare la Institutul Ecumenic Bossey, Universitatea din Geneva în Elveția, în perioada 1983–1984.
În 1993, Buchiu și-a susținut teza de doctorat, intitulată Întrupare și unitate. Restaurarea Cosmosului în Iisus Hristos la Facultatea de Teologie Ortodoxă, Universitatea din București. Această lucrare a fost coordonată de preotul profesor. Dumitru Popescu și se remarcă pentru contribuția în domeniul Teologiei Dogmatice Ortodoxe.

## Cariera academică

### Activitatea didactică
În 1990, Ștefan Buchiu a început să predea la Facultatea de Teologie Ortodoxă a Universității din București, inițial ca asistent universitar. De-a lungul anilor, a avansat în ierarhia academică, ocupând pozițiile de lector, conferențiar, iar în 2007 a fost numit profesor universitar și conducător de doctorat în Teologie Dogmatică Ortodoxă. Pe parcursul carierei sale, a contribuit semnificativ la îmbunătățirea curriculumului teologic, având ca obiectiv oferirea unei educații cuprinzătoare în studiile ortodoxe.

### Decan al Facultății de Teologie Ortodoxă
Între 2008 și 2018, Ștefan Buchiu a deținut funcția de Decan al Facultății de Teologie Ortodoxă „Justinian Patriarhul” a Universității din București. De asemenea, între 2009 și 2013, a ocupat funcția de Director al Școlii Doctorale. În ianuarie 2008, Ștefan Buchiu, ca parte a unei echipe tinere, a fost ales decan al Facultății de Teologie Ortodoxă a Universității din București. Alegerea sa a fost validată de Senatul Universității din București, iar funcția a fost preluată oficial la 1 martie 2008. Această schimbare a adus noi priorități în administrarea facultății, inclusiv un accent sporit pe cercetare și educație.

#### Impact internațional și colaborări
În timpul mandatului său, Ștefan Buchiu s-a implicat activ în promovarea colaborărilor internaționale, extinzând parteneriatele facultății cu diverse instituții teologice ortodoxe din întreaga lume. Eforturile sale au fost îndreptate spre facilitarea dialogurilor academice, schimburilor și proiectelor de cooperare, contribuind la crearea unei comunități academice ortodoxe mai strâns legate.
Buchiu a fost implicat în stabilirea de parteneriate cu academii și universități teologice ortodoxe din orașe precum Kiev, Moscova, Sankt Petersburg, Atena, Balamand și Fribourg. Aceste colaborări au avut ca scop îmbunătățirea dialogului academic și sprijinirea unității între aceste instituții de educație teologică ortodoxă.
Sub conducerea sa, a fost inițiată o colaborare cu Seminarul Teologic Ortodox Sfântul Vladimir din SUA, începând cu anul 2013. Acest parteneriat a inclus schimburi de studenți și profesori, alături de dialoguri și publicații comune, și a avut ca obiectiv contribuția la educația teologică și promovarea înțelegerii între comunitățile ortodoxe din România și Statele Unite.
În 2014, Ștefan Buchiu, în calitate de decan al Facultății de Teologie Ortodoxă "Justinian Patriarhul" din București, a făcut parte dintr-o delegație oficială la Atena, Grecia, pentru a stabili o colaborare cu City Unity College, o instituție de învățământ superior din Atena. Această extensie a Facultății de Teologie Ortodoxă a avut ca scop oferirea de studii teologice studenților din Grecia și din diaspora greacă. Delegatul român a colaborat cu reprezentanți ai City Unity College pentru a implementa acorduri bilaterale și pentru a evalua conformitatea acestei instituții cu cerințele academice impuse de ARACIS. Proiectul a facilitat, printre altele, înmatricularea studenților și organizarea de cursuri susținute de profesori din cadrul Facultății de Teologie din București.
În 2015, Buchiu a condus o delegație a Facultății de Teologie Ortodoxă din București într-o vizită de lucru la Roma, Italia, unde s-au discutat perspective de colaborare cu instituțiile de învățământ superior pontificale, în special cu Universitatea Pontificală Laterană și Institutul patristic „Augustinianum”. Vizita a inclus întrevederi cu Mons. Enrico dal Covolo, rectorul Universității Pontificale Laterane, și Cardinalul Kurt Koch, președintele Consiliului pontifical pentru promovarea unității creștinilor. Această inițiativă a urmărit consolidarea cooperării academice și culturale dintre Biserica Ortodoxă Română și Biserica Catolică, având la bază Acordul semnat în 2012 între Universitatea din București și Universitatea Pontificală Laterană.
Continuând această direcție de colaborare internațională, în 2017, sub îndrumarea patriarhului Daniel al României și cu contribuții semnificative din Buchiu, Facultatea de Teologie Ortodoxă „Justinian Patriarhul” din cadrul Universității din București a inițiat o extensie educațională la Roma, Italia. Această inițiativă, rezultată din eforturile de colaborare începute în 2015, a fost concepută pentru a răspunde interesului diasporei românești de a urma studii teologice ortodoxe în limba lor maternă. Buchiu a avut un rol esențial în stabilirea acestei extensii, care oferă un curriculum similar cu cel al instituției din București, facilitând astfel educația teologică pentru studenții ortodocși români care trăiesc în străinătate.

#### Infrastructură și dezvoltare
În 2015, Facultatea de Teologie Ortodoxă „Justinian Patriarhul” a adăugat un nou etaj clădirii sale, mărind numărul sălilor de curs și avansând în restaurarea clădirii sale vechi de peste un secol. Aceste dezvoltări, realizate în timpul mandatului de decan al Părintelui Profesor Buchiu, au vizat îmbunătățirea infrastructurii facultății. Contribuția sa la aceste proiecte a fost recunoscută cu Diploma de Onoare a Sfântului Apostol Andrei, cu ocazia sărbătoririi a 90 de ani de la ridicarea la rang de Patriarhie a Bisericii Ortodoxe Române.

## Contribuții teologice
Ștefan Buchiu este autor a peste 100 de studii și articole academice în domeniul teologiei ortodoxe, implicându-se în discursul teologic și cercetând concepte teologice complexe.

### Influența părintelui Dumitru Stăniloae
Opera teologică a lui Buchiu este marcată semnificativ de învățăturile lui Dumitru Stăniloae, o figură cunoscută a teologiei ortodoxe române. Studiind îndeaproape sub îndrumarea lui Stăniloae, Buchiu a construit și aprofundat conceptele teologice ale mentorului său, evidențiind relevanța acestora pentru tradiția ortodoxă română și pentru comunitatea creștină în general.
În discuțiile privind perspectivele teologice, Buchiu a evidențiat trecerea lui Stăniloae de la studiul academic teoretic la o teologie mai experiențială și personală. Această abordare pune accent pe o întâlnire directă și personală cu Hristos, având scopul de a cultiva o credință vie în cadrul comunității Bisericii.
Ștefan Buchiu a contribuit la cinstirea moștenirii părintelui Dumitru Stăniloae prin Concursul de Teologie „Pr. Academician Dumitru Stăniloae”. Acest concurs anual, destinat studenților teologi, promovează studiul lucrărilor lui Stăniloae și încurajează o nouă generație să exploreze contribuțiile sale esențiale la teologia ortodoxă. De exemplu, în 2015, câștigătorii au fost distinși de patriarhul Bisericii Ortodoxe Române, subliniind rolul lui Buchiu în legătura dintre învățăturile lui Stăniloae cu cercetarea teologică contemporană.
Antologia prof. Buchiu, Părintele Dumitru Stăniloae, Teologul Iubirii Divine reunește 20 de articole ce analizează și aprofundează contribuțiile teologice esențiale ale lui Stăniloae. Această colecție nu doar că pune în valoare implicarea lui Buchiu cu teologia lui Stăniloae, dar și aplicarea acesteia în viața creștină modernă, promovând o credință experiențială adânc înrădăcinată în Tradiția Ortodoxă.
La 30 de ani de la trecerea la veșnicie lui Stăniloae, Buchiu a subliniat importanța continuă a operei sale pentru discursul teologic și practica ortodoxă de astăzi. El încurajează aprofundarea scrierilor lui Stăniloae ca o cale de îmbunătățire a înțelegerii teologice și a practicii credinței, reflectând asupra modului în care Stăniloae a integrat contemplația cu implicarea socială.

### Activitate în spațiul public
Pe lângă activitatea sa academică, Ștefan Buchiu a avut numeroase apariții la Trinitas TV și Radio Trinitas, unde a abordat subiecte teologice și spirituale legate de credința ortodoxă, inclusiv discuții despre rolul și misiunea Facultății de Teologie Ortodoxă din București. De asemenea, a fost invitat în emisiuni pe posturi naționale, precum Radio România Cultural și Radio România Actualități, discutând teme precum nemurirea, iubirea creștină și impactul pandemiei asupra comunității creștine. Diverse conferințe și prelegeri susținute de-a lungul timpului au fost reflectate în mass-media, evidențiind preocupările sale teologice în dialogul cu societatea contemporană.

### Publicații

#### Cărți
- Întrupare și unitate, 1997, ISBN: 973-9016-50-2
- Ortodoxie și secularizare, 1999, ISBN: 973-9016-89-8
- Cunoașterea apofatică în gândirea Părintelui Staniloae, 2002, ISBN: 978-606-8495-30-9
- Apostolatul creștin și social al BOR 1925-2005, coautor, 2005, ISBN: 973-7737-45-8
- Dogmă și Teologie, vol. I, 2006, ISBN: 978-973-649-306-5
- Dogmă și Teologie, vol. II, 2006, ISBN: 978-973-649-309-6
- Maica Domnului. O introducere în teotokologia ortodoxă, 2006, ISBN: 978-973-649-282-2
- Părintele Dumitru Stăniloae – teologul iubirii dumnezeiești, 2022, ISBN: 978-606-29-0537-8

#### Cursuri universitare coordonate
- Teologia Dogmatică Ortodoxă vol. I , 2017, ISBN: 978-606-29-0117-2
- Teologia Dogmatică Ortodoxă vol. II, 2022, ISBN: 978-606-29-0118-9
- Dicționar de Teologie Ortodoxă, coautor, 2017, ISBN: 978-606-29-0296-4

#### Volume editate
- Metode de cercetare în Teologia Dogmatica, 2008, ISBN: 978-973-649-550-2
- Dumnezeu-Tatăl și viața Preasfintei Treimi, 2010, ISBN: 978-973-155-131-9
- Taina Sfântului Maslu și îngrijirea bolnavilor, 2012, ISBN: 978-606-93171-8-1
- Sensurile și importanța Sfintei Taine a Spovedaniei și ale Sfintei Taine a Împărtășaniei, 2015, ISBN: 9786062900250
- Lumini de Centenar, 2018, ISBN: 978-606-16-0999-4
- Ghid tematic privind prelegerile cursurilor pentru Gradul II clerical, 2021, ISBN: 978-606-9698-41-9

#### Lucrări în reviste internaționale (selecție)
- „La relation entre le Christ et l'Esprit Saint dans la theologie orthodoxe contemporaine”, în Contacts, nr. 222, aprilie–iunie 2008, LX Année, pp. 103–116.
- „Relația Dogma-Teologia după părintele Stăniloae”, în Tradiție și Dogmă: Ce fel de Teologie Dogmatică ne propunem în zilele noastre? , Simpozion de Teologie Dogmatică Ortodoxă Ediția a II-a Internațională, Universitatea „Aurel Vlaicu”, Arad, 2009, pp. 34–46.
- „The Monarchy of the Father” (PDF). International Journal of Orthodox Theology. 1 (1): 98–110. 2010.
- „Le rôle et les limites de la raison dans la connaissance apophatique dans la pensée du Père Stăniloae”, în Funcția și limitele rațiunii în teologia dogmatică. Simpozionul Internațional al III-lea IAODT, Salonic, 23-26 iunie 2011, Muzeul Astra, Sibiu, 2012, pp. 319–330.
- „La signification du terme Theotokos dans la théologie orthodoxe contemporaine”, în Dogma și terminologia în tradiția ortodoxă de azi, 4th International Symposium of Orthodox Dogmatic Theology, Sofia, 22–25 septembrie 2013, Muzeul Astra, Sibiu, 2015, pp. 187–200.
- „La dimension christologique de l'escathologie orthodoxe et sa signification pour la théologie actuelle”, Université de Balamand, Liban, 2018, 12 p.

## Rolul în cadrul Bisericii

### Rolul în reînființarea capelanatului militar în România
În 1994, preotul Ștefan Buchiu a fost delegat de Patriarhia Română pentru a reînființa serviciul de capelanat în armata română, după căderea regimului comunist. Această inițiativă a necesitat cercetări și documentări ample, deoarece capelanatul militar fusese desființat în perioada comunistă. Buchiu a participat la studierea programelor de capelanat din alte țări, în special din Grecia, pentru a adapta modelul la nevoile armatei române. Reînființarea capelanatului militar a fost un pas esențial în restabilirea asistenței religioase în cadrul armatei, având scopul de a sprijini bunăstarea generală și nevoile spirituale ale personalului militar.
De asemenea, Buchiu a avut un rol important în organizarea simpozionului „Armata și Biserica” în 1995, care s-a desfășurat în 12 garnizoane din România. Acest eveniment a reînnoit legăturile istorice dintre Biserică și armată și a subliniat importanța spiritualității în viața militarilor. Buchiu a discutat și despre cum tradiția prezenței preoților militari a fost recuperată și integrată în armata modernă română, în contextul schimbărilor post-comuniste.
În 2016, Ștefan Buchiu a subliniat importanța asistenței religioase în armata română, comparând-o cu asistența medicală. El a subliniat că prezența preoților militari oferă un suport moral esențial și contribuie la umanizarea relațiilor în mediul militar, unde viața de zi cu zi poate fi deosebit de dificilă. Buchiu a fost, de asemenea, implicat în crearea Biroului de Asistență Religioasă în cadrul Ministerului Apărării Naționale în 1996, consolidând astfel prezența capelanilor în armată.

## Premii și distincții
Ștefan Buchiu a primit recunoaștere atât din partea instituțiilor academice, cât și a Bisericii pentru contribuțiile sale la teologie. Pentru angajamentul și contribuțiile sale în domeniul teologic, Ștefan Buchiu a primit multiple distincții de-a lungul carierei sale.

### Onoruri ecleziastice, academice și civice
- Crucea pentru preoți, decernată de Karekin I, catolicos al armenilor, Ecimiadzin, Armenia, 1996
- Ridicarea la rangul de iconom stavrofor de către patriarhul Teoctist al României, 2005
- Cetățean de onoare al comunei Corbu, județul Olt, din 2011
- Președinte al Colegiului Decanilor Facultăților de Teologie Ortodoxă a Patriarhiei Române (2012–2018)
- Ordinul „Sfinților Împărați Constantin și Elena”, 2017[41]
- Vicepreședinte al Asociației Internaționale a Dogmatiștilor Ortodocși, având un mandat continuu din 2018, participând la diverse conferințe internaționale pentru a contribui la dialogul teologic ortodox global[42]
- Titlul de profesor emerit conferit de Senatul Universității din București, 2018[5]
- Rangul de vicar eparhial onorific acordat de patriarhul Daniel al României, 2018[6]
- Dreptul de a purta Crucea Patriarhală a României, cea mai înaltă distincție bisericească din Biserica Ortodoxă Română, acordată de patriarhul Daniel al României[6]
- Ordinul „Sfinților Mucenici Brâncoveani”, 2020[43][44]
- Titlul de Doctor Honoris Causa acordat de Universitatea din Craiova, 2022[45]

### Evenimente comemorative
Aniversarea a 70 de ani a prof. Buchiu a fost marcată de un eveniment comemorativ la Facultatea de Teologie Ortodoxă „Patriarhul Justinian” a Universității din București. Evenimentul a celebrat lansarea unui volum omagial intitulat În lumina lui Hristos: Omagiu pr. prof. Ștefan Buchiu, cu contribuții din partea cercetătorilor academici și a oficialităților bisericești. De asemenea, patriarhul Daniel al României a oferit un cuvânt înainte, subliinind:
„Timp de trei decenii, Părintele profesor Ștefan Buchiu a desfășurat o bogată activitate didactică la Facultatea de Teologie Ortodoxă din București. Manifestând multă exigență, seriozitate și generozitate, a oferit sprijin în formarea și afirmarea mai multor generații de teologi. A fost îndrumător al multor teze de doctorat și membru în numeroase comisii de doctorat, promovând teologia academică bazată pe rigoare intelectuală și informare temeinică. Apreciat și îndrăgit de colegi și de studenți, Părintele Ștefan Buchiu este pentru generațiile tinere o pildă de hărnicie, entuziasm și dăruire de sine pentru binele Bisericii, de pregătire temeinică și seriozitate academică în promovarea învățământului teologic românesc.”—Patriarhul Daniel al României
Această apreciere evidențiază rolul și reputația prof. Buchiu în domeniul teologiei ortodoxe. La eveniment au participat episcopi, profesori de seamă și studenți, subliniind poziția respectabilă a profesorului în comunitatea academică teologică. Mesajele de apreciere au fost completate și de binecuvântările transmise de Arhiepiscopului Casian Crăciun, iar episcopul vicar Timotei Prahoveanul a transmis mesajul patriarhului Daniel, urmat de propriul său mesaj de felicitare.